# Cyril Stachura
Cyril Stachura (* 4. září 1965 Stropkov) je bývalý slovenský fotbalista, záložník.

## Fotbalová kariéra
V československé lize hrál za 1. FC Tatran Prešov. Nastoupil ve 27 ligových utkáních a dal 5 gólů. Ve slovenské nejvyšší soutěži hrál za 1. FC Košice a Chemlon Humenné. V nižších soutěžích hrál i za ZŤS Košice, VTJ Žatec, PFK Piešťany a ŠKP Devín.

## Ligová bilance
| Ročník                                      | Zápasy | Góly | Klub            |
| ------------------------------------------- | ------ | ---- | --------------- |
| 1. slovenská národní fotbalová liga 1983/84 | 4      | 1    | ZŤS Košice      |
| 1. slovenská národní fotbalová liga 1984/85 | 27     | 2    | ZŤS Košice      |
| Česká národní fotbalová liga 1985/86        | 13     | 0    | VTJ Žatec       |
| Česká národní fotbalová liga 1986/87        | 26     | 0    | VTJ Žatec       |
| 1. slovenská národní fotbalová liga 1987/88 | 22     | 2    | ZŤS Košice      |
| 1. slovenská národní fotbalová liga 1988/89 | 9      | 0    | ZŤS Košice      |
| 1. slovenská národní fotbalová liga 1988/89 | 14     | 0    | Tatran Prešov   |
| 1. slovenská národní fotbalová liga 1989/90 | -      | -    | Tatran Prešov   |
| 1. československá fotbalová liga 1990/91    | 27     | 5    | Tatran Prešov   |
| 1. slovenská fotbalová liga 1993/94         | 9      | 0    | 1. FC Košice    |
| 1. slovenská fotbalová liga 1995/96         | 18     | 0    | Chemlon Humenné |
| 1. slovenská fotbalová liga 1996/97         | 3      | 0    | Chemlon Humenné |
| 2. slovenská fotbalová liga 1998/99         | -      | -    | PFK Piešťany    |
| 2. slovenská fotbalová liga 2000/01         | -      | -    | ŠKP Devín       |
| 2. slovenská fotbalová liga 2001/02         | -      | -    | ŠKP Devín       |
| CELKEM                                      | 86     | 3    |                 |

## Trenérská kariéra
- 2008 - FC Spartak Trnava - asistent
- 2009 - FC Nitra - asistent
- 2011 - FC Nitra